# Martin Model 146
Il Martin Model 146 fu un bombardiere medio degli anni che precedettero la seconda guerra mondiale. Fu preparato in un solo esemplare per un concorso indetto dagli USAAC al fine di dotare le forze aeree di un bombardiere a lungo raggio che potesse attaccare forze navali in avvicinamento alle coste statunitensi continentali o dei territori insulari come le Hawaii o le isole Aleutine. L'unico prototipo però non ottenne la commessa e servì solo da banco di prova volante.

## Storia
L'8 agosto 1934, la United States Army Air Corps (USAAC) avanzò la richiesta di realizzazione di un bombardiere plurimotore che sostituisse il Martin B-10.
Gli Air Corps stavano cercando un velivolo in grado di rinforzare le flotte aeree nelle Hawaii, a Panama e in Alaska, come risposta alla possibile minaccia di una flotta nemica verso le coste attraverso un velivolo dalla grande autonomia e da una altrettanto grande capacità di carico. Il progetto inizialmente si chiamava XBLR-1 (Experimental Bomber Long Range,Nr. 1 - bombardiere sperimentale a lunga distanza n. 1), che fu poi abbreviato in Progetto A. La Boeing realizzò il Modello 294, che venne denominato Boeing XB-15, che volò per la prima volta il 15 ottobre 1937, venendo accettato nel marzo 1938, ma fu giudicato troppo complesso e costoso.
Di conseguenza, otto settimane dopo, con la circolare 35-26 venne emanata una nuova specifica per un aereo più semplice ed economico. I requisiti prevedevano la capacità di trasportare un carico adeguato di bombe a una quota di 10 000 piedi (3 000 m) per 10 ore con una velocità massima di almeno 320 km/h. Erano desiderate, ma non richieste, un'autonomia di 3200 km e una velocità di 400 km/h. Non venivano poste obiezioni alla realizzazione di quadrimotori, anche se l'ordine finale sarebbe stato per 185 bimotori o 65 quadrimotori. La vittoria della competizione sarebbe stata decisa da un volo a Wright Field a Dayton, nell'Ohio. La Boeing propose il Douglas DB-1 e la Martin il Model 146.
Nei test, il progetto quadrimotore della Boeing, il Model 299 che diventerà il futuro Boeing B-17 Flying Fortress, dimostrò delle prestazioni superiori rispetto al bimotore DB-1 e al Model 146 e l'allora Maggior Generale Frank Maxwell Andrews si convinse che le capacità a lungo raggio dell'aereo quadrimotore sarebbero state più efficienti dei bimotori con autonomia inferiore. Questa opinione venne condivisa dagli altri ufficiali i quali, ancora prima che finisse la competizione tra i prototipi, suggerirono l'acquisto di 65 B-17.
Le speranze della Boeing di concludere il contratto di fornitura svanirono in un catastrofico incidente di volo: Il Capo di Stato Maggiore Malin Craig cancellò l'ordine di 65 B-17 e ordinò 133 velivoli B-18 Bolo della Douglas ma il Model 146 non fu comunque il vincitore. L'unico prototipo servì alla Martin per accumulare esperienza che verrà poi trasferita nel futuro Model 179, che verrà classificato come Martin B-26.

## Modelli comparabili
Stati Uniti
- Boeing B-17 Flying Fortress
- Douglas B-18 Bolo